# Elecciones generales de San Eustaquio de 1999
Elecciones generales tuvieron lugar en San Eustaquio el 7 de mayo de 1999. El resultado fue una victoria para la Alianza de San Eustaquio, la cual obtuvo tres de los cinco escaños del Consejo de la Isla.

## Resultados
| Partido                               | Votos | %     | Escaños | +/– |
| ------------------------------------- | ----- | ----- | ------- | --- |
| Alianza de San Eustaquio              | 541   | 49,50 | 3       | +1  |
| Partido Democrático                   | 452   | 41,35 | 2       | –1  |
| Movimiento de Acción de San Eustaquio | 100   | 9,15  | 0       | 0   |
| Votos en blanco/nulos                 |       |       | –       | –   |
| Total                                 | 1093  | 100   | 5       | 0   |
| Electores registrados/participación   |       |       | –       | –   |
| Fuente: Lynch & Lynch                 |       |       |         |     |

## Elecciones generales
- Elecciones generales de San Eustaquio de 1999
- Elecciones generales de San Eustaquio de 2007
- Elecciones generales de San Eustaquio de 2011
- Elecciones generales de San Eustaquio de 2015